# Uschur
Uschur (russisch Ужур) ist eine Stadt in der Region Krasnojarsk (Russland) mit 16.093 Einwohnern (Stand 14. Oktober 2010).

## Geographie
Die Stadt liegt am Südrand der Nasarowoer Senke im so genannten „Uschurer Tor“ zwischen den nordöstlichen Ausläufern des Kusnezker Alatau und dem weiter nordöstlich verlaufenden Solgonrücken, etwa 300 Kilometer südwestlich der Regionshauptstadt Krasnojarsk.
Uschur ist Verwaltungszentrum des gleichnamigen Rajons Uschur.
In Uschur gibt es eine Wetterstation.

## Geschichte
Der Ort wurde 1760 als chakassisches Dorf Uschurskoje gegründet, benannt nach dem hier fließenden Bach Uschur (auch Uschurka) im Einzugsbereich des Ob-Nebenflusses Tschulym. 1822 wurde er Verwaltungszentrum einer Wolost (etwa Landgemeinde) des Okrugs (Kreises) Atschinsk des damaligen Gouvernements Jenisseisk.
1914 wurde mit dem Bau der durch den Ort führenden Eisenbahnstrecke Atschinsk–Abakan begonnen, die noch im Ersten Weltkrieg provisorisch fertiggestellt werden konnte, wegen Verzögerungen und Zerstörungen im Russischen Bürgerkrieg endgültig jedoch erst in den 1920er Jahren.
1953 erhielt Uschur den Stadtstatus. Seit dem Niedergang der Sowjetunion sind die Einwohnerzahlen stark rückläufig.

### Bevölkerungsentwicklung
| Jahr | Einwohner |
| ---- | --------- |
| 1939 | 14.114    |
| 1959 | 23.511    |
| 1970 | 24.533    |
| 1979 | 28.604    |
| 1989 | 28.376    |
| 2002 | 17.252    |
| 2010 | 16.093    |

Anmerkung: Volkszählungsdaten

## Kultur und Sehenswürdigkeiten
Im gut 20 Kilometer südlich gelegenen Dorf Slatorunowsk befindet sich das Rajon-Heimatmuseum. Unweit südwestlich dieses Dorfes liegt am gleichnamigen Salzsee der kleine Kurort Utschum.

## Wirtschaft und Infrastruktur
In Uschur als Zentrum eines Landwirtschaftsgebietes gibt es Betriebe der Lebensmittelindustrie.
Die Stadt liegt an der Eisenbahnstrecke Atschinsk–Abakan (Streckenkilometer 154) sowie der Regionalstraße R412, welche die östlich verlaufende Fernstraße M54 Krasnojarsk–Abakan–Kysyl–mongolische Grenze mit der Bergbaustadt Scharypowo verbindet.
Bei der etwa fünf Kilometer südwestlich gelegenen „geschlossenen Stadt“ Solnetschny (früherer Codename Uschur-4) sind Interkontinentalraketen vom Typ SS-18 „Satan“ der Strategischen Raketentruppen Russlands stationiert.

## Persönlichkeiten
- Stepan Nadolski (1882–1943), Bildhauer
- Alexander Kljukin (* 1957), Politiker, Journalist und ehemaliger Duma-Abgeordneter